# جمال الدين الدخيسي
جمال الدين الدخيسي (24 مارس 1951 - 24 مارس 2017) ممثل ومخرج مسرحي مغربي، تخرج على يده العشرات من أبرز نجوم التشخيص في المغرب، إبان تدريسه للفن المسرحي بالمعهد الوطني للفن المسرحي والتنشيط الثقافي، كما حظي بتقدير واسع سنوات إدارته للمسرح الوطني محمد الخامس.
يعتبر أحد رموز المسرح والفن الدرامي المغربي.

## مسيرته
وُلد الدخيسي سنة 1951 في منطقة عين الصفا بإقليم وجدة. تعلم الدخيسي التمثيل والإخراج في الأكاديمية الروسية لفن المسرح، وعقب عودته للمغرب تدرج في عدة مناصب إدارية وفنية، فتولى رئاسة قسم المسرح بوزارة الثقافة، وعمل أستاذا ورئيسا لشعبة التشخيص بالمعهد العالي للفن المسرحي والتنشيط الثقافي.
اختير مديرا للمسرح الوطني قبل أن يعود للمعهد لينهي مشواره الأكاديمي مديرا لهذه المؤسسة.
قدم الدخيسي عبر مساره الذي يمتد لأزيد من ثلاثين عاما، العديد من المسرحيات، مثل (مهرجان المهابيل) و (النطحة) و (المهاجر) و (الملك لير) و (الملوك الثلاثة).
وفي السينما والتلفزيون شارك في أفلام مثل «يما» لرشيد الوالي، و «الوشاح الأحمر» لمحمد اليونسي، و«أوركسترا منتصف الليل» لجيروم كوهين أوليفار، و«حياة بريئة» لمراد الخوضي، ثم «الذئاب لا تنام» لهشام الجباري. وكان آخر توقيع له في السينما فيلم «نوح لا يعرف العوم» لتلميذه الفنان رشيد الوالي.
كرَّمهُ المهرجان الوطني للفيلم بطنجة في دورته الثامنة عشرة، في فبراير 2017. 

## وصلات خارجية
- جمال الدين الدخيسي على موقع IMDb (الإنجليزية)
- جمال الدين الدخيسي على موقع ألو سيني (الفرنسية)
- جمال الدين الدخيسي.. المناضل الصامد والفنان الملتزم
- ستانسلافسكي المغربي… جمال الدين الدخيسي… المعلم والمبدع والإنسان